# Erik Hjorth Nielsen
Erik Hjorth Nielsen (født 13. juli 1937) er en dansk tegner og forfatter.
Han blev i 1959 færdiguddannet på Kunstakademiets malerskole i København og fortsatte på den Grafiske skole sammesteds frem til 1961. Efter at have gennemført en cand.mag.-eksamen underviste han nogen år som seminarielærer og bosatte sig i Brasilien i begyndelsen af 1970'erne. Da han vendte hjem, begyndte han at arbejde som tegner og har efterhånden illustreret over 100 bøger for børn og unge, heriblandt Erik Menneskesøn skrevet af Lars-Henrik Olsen i 1986.
I 1991 modtog han Nordisk Skolebibliotekarforenings Børnebogspris.